# 滨松学院大学短期大学部
滨松学院大学短期大学部（日语：／ Hamamatsu Gakuin Daigaku Tanki Daigakubu *），前滨松短期大学（日语：／ Hamamatsu Tanki Daigaku *），简称滨短（はまたん），是一所位于日本静冈县滨松市中央区的私立短期大学。

## 概要

### 简介
- 学校最早可以追溯到1933年[2]。短期大学为于1951年开办[3]、由学校法人兴诚学园经营、男女同校。

### 历史
- 1951年 滨松短期大学成立并同时设置一个学科即商科第一部[3]。今年6月1日改校名为滨松商科短期大学[4]。
- 1963年 第二部成立于商科[3]。
- 1967年 改校名为滨松短期大学[3]。幼儿教育科两个课程（第一部、第二部）成立[3]。
- 1986年 英语科成立[3]。
- 2001年 商科第二部招生最后、次年停止招生[4]。
- 2002年 英语科变更为英语沟通科[3]。
- 2003年 两个学科即商科第一部、英语沟通科各自招生最后、次年停止招生[4]。
- 2004年 今年3月31日商科第二部正式停办。今年4月1日改校名为滨松学院大学短期大学部[3]。
- 2005年 今年3月31日两个学科即商科第一部、英语沟通科各自正式停办[4]。今年4月幼儿教育科第二部招生最后、次年停止招生[4]。
- 2007年 今年3月31日幼儿教育科第二部正式停办[4]。

### 宪章
- 请参看滨松学院大学短期大学部的标志 （页面存档备份，存于） （日語） 2014年1月21日阅览。

## 学校环境
- 校区：在静冈县滨松市中央区

## 历任校长
- 雨宫正一：现在短期大学校长[5]

## 组织

### 学科
- 幼儿教育科

### 前学科
- 商科[注 1]
  - 第一部[注 1]
  - 第二部[注 2]
- 幼儿教育科
  - 第一部
  - 第二部[注 3]
- 英语沟通科[注 1]

### 专科
| - 没有 |

### 业余课程
| - 没有 |

### 附属学校
| - 幼儿园：前滨松短期大学附属幼儿园、成立于1973年。 |

### 附属机关
| - 图书馆 |

## 相关链接
- 日本短期大学列表
- 滨松学院大学